# Warattone
Warattone anche Varattone o Varato (... – 686) fu Maggiordomo di palazzo di Neustria e della Burgundia sotto il regno del re fannullone della dinastia dei merovingi Teodorico III, dalla morte di Ebroino (681 circa) al 686 circa.

## Biografia
Neustriano, che secondo il Diplomata regum francorum era imparentato con Ebroino, dopo la morte di quest'ultimo, secondo l'anonimo continuatore del cronista, Fredegario, nel 681, venne nominato dal re di tutti i Franchi, Teodorico III, maggiordomo di palazzo dei regni di Neustria e Burgundia.
Subito dopo la sua nomina, Warattone si rappacificò con Pipino di Herstal, il figlio di Ansegiso, che fu riconosciuto maggiordomo di Austrasia, anche dal re dei Franchi, Teodorico III.
Warattone aveva un figlio molto capace ed attivo, colto e avveduto, di nome Gislemaro, che aiutava il padre nella sua opera di maggiordomo, che però era anche molto ambiziosoe metteva in cattiva luce il padre, che però accettava la cosa. Nel corso del 682, preso dalla cupidigia del potere, Gislemaro esautorò il padre. Sorsero allora tra il suddetto Gislemaro e il maggiordomo di Austrasia, Pipino di Herstal, nel corso di quello stesso anno, delle discordie che portarono a diversi scontri. Gislemaro, dopo aver tradito un patto con Pipino, si scagliò contro l'esercito austrasiano, uccidendo una moltitudine di uomini valorosi. Gislemaro morì, in quello stesso anno, mentre stava ritornando dal padre che ormai aveva soppiantato, e stava tramando un'altra malizia da mettere in atto contro Pipino, colpito da Dio esalò il suo cattivissimo spirito.
Dopo la morte del figlio, Warattone rientrò nelle sue funzioni. 
Nel 684 Warattone morì e fu eletto maggiordomo di Neustria il genero di Warattone, Bertario.

## Matrimonio e discendenza
Warattone sposò una donna di nome Ansflida, che l'anonimo continuatore del cronista, Fredegario definisce nobile e forte ed in seguito la ritenne ispiratrice dell'omicidio del genero, Bertario. Ansflida diede a Warattone due figli:
- Gislemaro (?-682), che esautorando il padre, fu maggiordomo di palazzo di Neustria per alcuni mesi[1][4][3]
- Anstrude (?-?), che sposò Bertario[5][6], maggiordomo di palazzo di Neustria e Burgundia .

### Fonti primarie
- (LA)  Fredegario, FREDEGARII SCHOLASTICI CHRONICUM CUM SUIS CONTINUATORIBUS, SIVE APPENDIX AD SANCTI GREGORII EPISCOPI TURONENSIS HISTORIAM FRANCORUM.
- (LA)  Annales Mettenses Priores.
- (LA)  Rerum Gallicarum et Francicarum Scriptores, tomus tertius.

### Letteratura storiografica
- Christian Pfister, La Gallia sotto i Franchi merovingi. Vicende storiche, in Storia del mondo medievale - Vol. I, Cambridge, Cambridge University Press, 1978,  pp. 688-711.